# Shirak (Shirak)
Pour les articles homonymes, voir Shirak. Cet article possède un homophone, voir Chirac.
Shirak (en arménien Շիրակ) est une communauté rurale du marz de Shirak en Arménie. En 2008, elle compte 1 067 habitants.